# Merkava Mark 1
Le Merkava Mark 1 est le premier char de combat conçu par l'État d'Israël et le premier de la série des chars de combat Merkava. Sa conception met l'accent sur la protection de l'équipage en utilisant des technologies déjà éprouvées basées sur des composants produits localement.

## Historique

### Coopération israélo-britannique
En 1966, le Royaume-Uni proposa aux Israéliens de poursuivre en commun le développement de leur char Chieftain dont les Israéliens appréciaient au plus haut degré deux caractéristiques essentielles ; un blindage épais et un puissant canon de 120 mm.
Cette coopération était bénéfique aux deux parties, permettant aux Britanniques de trouver une source de financement pour mener leur programme jusqu'à son terme et les Israéliens une occasion unique de se familiariser avec les dernières avancées techniques en matière de blindé tout en adaptant le matériel à leurs besoins spécifiques, propres à leur doctrine d'emploi. Deux Chieftain furent expédiés en Israël en 1966 pour être évalués par le Corps blindé mécanisé israélien à Nahal Tzin. En décembre 1969, après quatre années d'étroite coopération, le Royaume-Uni informa Israël de son refus de poursuivre la coopération, à cause de menaces de représailles économiques de la part de pays arabes.

### Solution nationale
L'abandon de la coopération amplifia la volonté d'autonomie déjà initiée par l'embargo de 1967. La possibilité de concevoir et de fabriquer, localement, un char national fut dès lors la seule issue envisageable. Elle se heurtait néanmoins à un problème majeur : celui du coût que serait capable d'assumer un État d'à peine trois millions d'habitants.
Le major général Tal, l'un des artisans de la victoire de la guerre des Six Jours, fut nommé responsable d'une étude industrielle, technique et économique visant à fournir toutes les données en vue d'une décision. Celle-ci fut prise en août 1970 par un comité présidé par le ministre des Finances Pinchas Sapir et auquel participaient entre autres Moshé Dayan et Haim Bar-Lev. Israël aurait donc son propre char de combat, conçu et construit avec des moyens nationaux.

### Conception et production locale

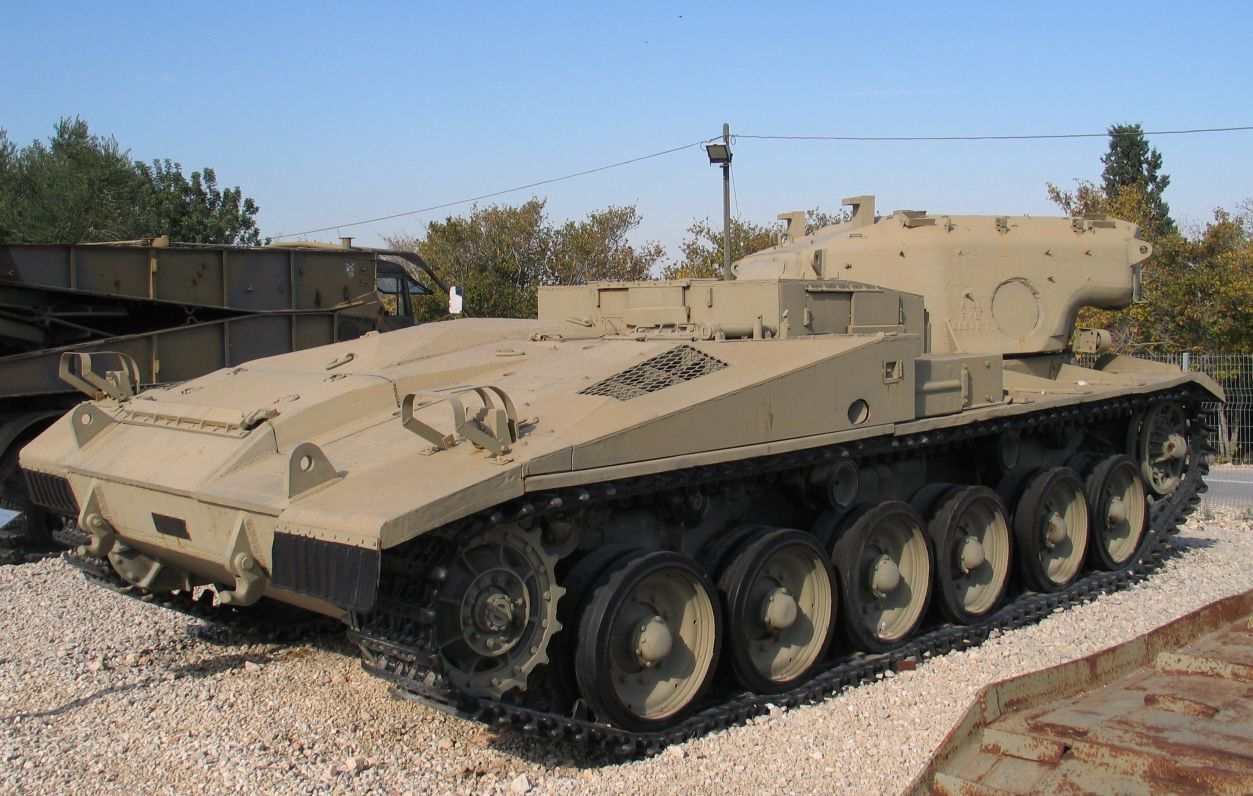
Un des prototypes du Merkava construit à partir d'un châssis de char Centurion
« retourné », l'arrière devenant l'avant.

Afin de réduire les coûts de production, il fut décidé de n'utiliser que les infrastructures existantes de l'armée, en fait les dépôts et établissements du matériel (Israël Ordnance Corps), et les usines civiles de l'industrie spécialisée. L'équipe de programme fut constituée de personnels venant des forces armées.
Enfin, la conception du char devait faire appel, aussi souvent que possible, à des technologies ou des composants déjà éprouvés ou maîtrisés par des acteurs nationaux. Aucune percée technologique majeure n'était envisagée.
Le service des matériels et munitions israélien possédait, à cette époque, un savoir-faire dans le domaine de la modernisation de chars. Les M48 et les Centurion étant revalorisés en Israël avec des composants principaux du M60 comme le moteur Diesel AVDS-1790-2, la boîte de vitesses CD-850, le canon M68 ainsi que la conduite de tir analogique M13A1.
Le nouveau char, baptisé Merkava (char de guerre en hébreu), devait donc se soumettre à cet effort de standardisation.
Ainsi, le train de roulement, bien que de conception nouvelle, reprenait ou s'inspirait de composants provenant du Centurion (galets de roulement), du T-55 (système de tension à vis des chenilles), du M48 (rouleaux porteurs) et du Chieftain (éléments de suspensions à ressorts qui se démontent facilement en cas de réparation sur le terrain).

### Doctrine d'emploi

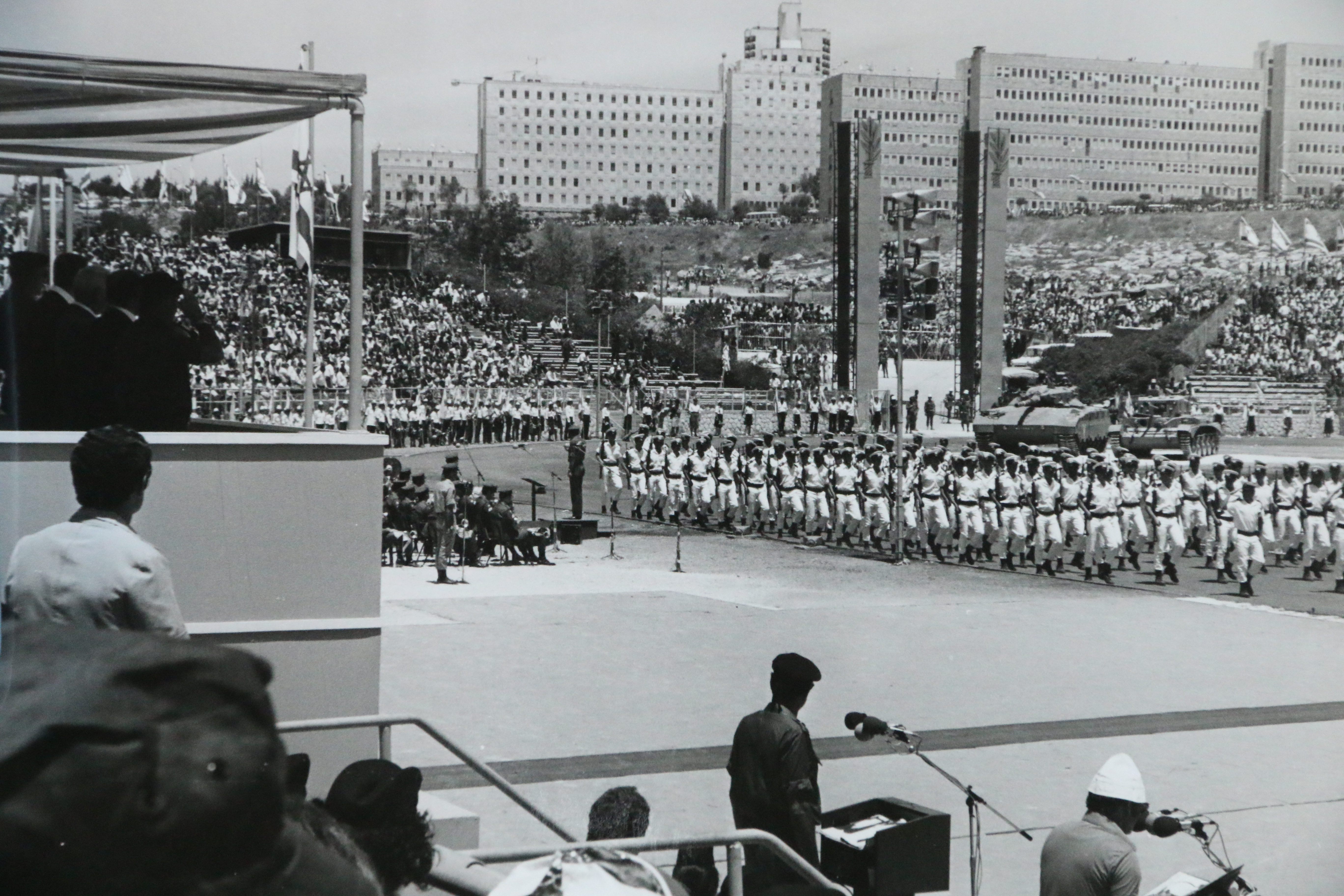
Première apparition publique du Merkava, dans un stade de Jérusalem le 14 mai 1978, à côté d'un Cromwell pour célébrer les 30 ans de la déclaration d'indépendance de l'État d'Israël.

L'architecture particulière du Merkava était donc le résultat d'une démarche logique répondant au besoin opérationnel israélien. Le Merkava devait servir les principes de la mobilité tactique dont la protection jouait un rôle essentiel. Il devait être servi par des équipages de réservistes dont le confort et la capacité de survie doivent être garantis en opération. De plus, les tactiques israéliennes qui privilégiaient, depuis 1967, le combat à défilement de tourelle et une grande autonomie en munitions et en carburant pour vaincre l'adversaire, à l'arraché, se trouvaient confirmées par la guerre du Kippour.
Le confort sous blindage et l'autonomie au combat n'étant pas compatibles avec des volumes internes réduits, cela conduisit à l'adoption de dimensions généreuses pour le châssis, d'autant que le dessin de la tourelle, très profilée, et de surface frontale réduite amena à déplacer, dans le châssis, certains équipements dont les munitions. La largeur du Merkava excédant de 20 centimètres la largeur imposée par les gabarits ferroviaires aux chars de l'OTAN, Israël transporte donc ses chars par camions porte-chars.

## Engagement dans des conflits
Le Merkava Mk. 1 connaît son baptême du feu lors de l'intervention militaire israélienne au Liban en 1982 (opération Paix en Galilée).
Selon des rapports des services de renseignement américains, sept Merkava ont été détruits dans les combats : six par des mines antichar et un frappé par un tir de barrage de RPG ainsi qu'un missile antichar AT-3 Sagger. Beaucoup d'autres ont été endommagés, mais le char a rempli son objectif principal avec brio.
Bien que les statistiques officielles de l'Armée de défense d'Israël restent classifiées, le pourcentage de tankistes tués dans les unités dotées de char Merkava était considérablement plus faible que celui des unités ayant des Centurion ou des Patton équipés d'un blindage réactif explosif Blazer.
Le long de la route côtière reliant Rosh HaNikra et Beyrouth, les Merkava de la 211e brigade blindée du colonel Eli Geva ont eu moins de pertes que prévu malgré les attaques suicidaires menées par la guérilla palestinienne à l'aide de RPG, AT-3 Sagger et canons sans recul de fabrication chinoise.
Seul une poignée de tankistes sur Merkava sont décédés au cours des trois mois de guerre conventionnelle au Liban entre les mois de juin et septembre 1982. Notamment dans les batailles rangées de Ain al-Hilweh, de Sultan Yacoub et celle de l'autoroute Beyrouth-Damas.

## Caractéristiques techniques
L'armée israélienne a prétendu que l'espace dégagé derrière la tourelle pouvait servir de compartiment pour transporter des soldats ou évacuer des blessés. Ce nouveau concept de char d'assaut/transporteur de troupes étonna beaucoup de responsables militaires à travers le monde. Il s'agissait en fait d'une opération d'intoxication, car en réalité le compartiment arrière sert principalement à transporter les munitions du canon.

### Blindage

#### Tourelle
La tourelle est petite par rapport au châssis, sa forme en pointe de flèche, très profilée, favorise les ricochets.
Son embase circulaire en acier moulé faisant un gros bourrelet rappelle la tourelle du M60A2. Elle repose légèrement au-dessous du glacis de manière à masquer l'interface tourelle-châssis, qui est considéré comme trou dans la protection balistique sur certains chars.
Son blindage frontal est constitué de blocs d'acier creux, profilés en forme de pointe qui sont fixés à la structure de la tourelle, de chaque côté du canon. Les flancs de la tourelle sont formés d'une double paroi dont l'espace sert de coffres à lot de bord. L'arrière de la tourelle est occupé par deux compartiments ; le plus grand, situé à l'arrière droite de la nuque contient les systèmes hydrauliques (moteur et pompe) nécessaires au pointage de l'armement. Celui à l'arrière gauche contient deux batteries de 12 volts et abrite également un projecteur au xénon.

#### Caisse
La pointe avant du châssis est constituée d'un bloc moulé en acier à blindage derrière lequel se trouve un réservoir de carburant, celui-ci est séparé de la boîte de vitesses par une cloison en acier.
Le groupe motopropulseur est placé à l'avant, il participe au blindage par sa masse d'acier de plusieurs tonnes et repousse, par simple construction géométrique le compartiment de combat vers l'arrière, en créant un espace le séparant de l'endroit où arrivent les coups.
Le glacis est constitué de tôles en acier très inclinées. Le compartiment moteur est séparé du compartiment de combat par une cloison pare-feu en acier, à l'avant du poste de conduite, cette dernière est inclinée.
Les déports de caisse au-dessus des chenilles contiennent des réservoirs de carburant, des prises d'air pour le moteur et des coffres à lot de bord pour l'équipage. Des jupes en acier de 10 mm d'épaisseur fixées par un système d'accrochage à ressorts s'étirent de chaque côté du véhicule en masquant le train de roulement. Les suspensions contribuent à la protection des flancs du châssis.
La porte papillon permettant l'accès et l'évacuation du compartiment de combat ainsi que le réapprovisionnement en munitions est constituée de plusieurs plaques d'acier séparées par des lames d'air. Au-dessus de la porte se trouve un réservoir d'eau potable d'une contenance de 60 litres.
De part et d'autre de la porte arrière se trouvent deux compartiment blindés, celui de gauche contient six batteries de 12 volts et celui de droite le système de filtration NBC.
La protection contre les mines a aussi fait l'objet d'une attention particulière ; le plancher du Merkava est du type à double paroi en forme de V aplati pour une meilleure tenue au souffle de l'explosion d'une mine ou d'un EEI. Sur le Merkava Mk. 1, ce double plancher est rempli de carburant. Ces réservoirs sont dotés d'une soupape de plancher qui s'ouvre vers l'extérieur en cas de surpression provoquée par la pénétration d'un projectile. Le carburant s'évacue donc sous le char en évitant qu'il ne se répande à l'intérieur du compartiment équipage.

### Armement

#### Principal

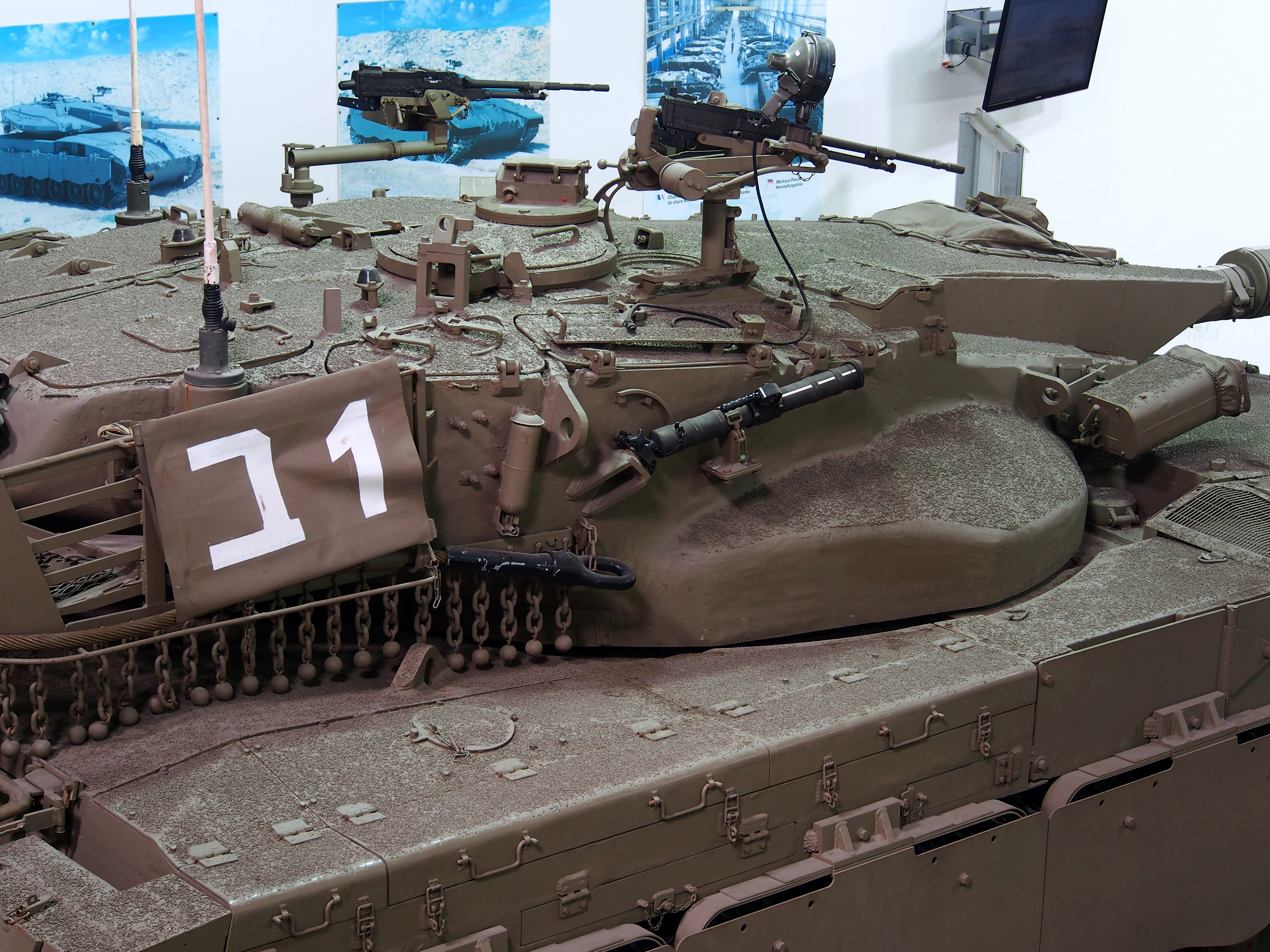
Sur ce cliché, l'on peut apercevoir deux des trois mitrailleuses ainsi que le mortier reposant au-dessus du bourrelet du flanc droit de la tourelle.

Le Merkava Mk. 1 est armé d'un canon M64-L71A de 105 mm : celui-ci est une version produite sous licence du canon américain M68, lui-même dérivé du L7 britannique. Le tube du canon est recouvert d'un manchon anti-arcure conçu par Vidco Ltd.
Les munitions de 105 mm sont toutes logées sous le chemin de roulement de la tourelle, dans le châssis. Six sont directement prêtes à l'emploi à côté du chargeur, les cinquante-six autres sont entreposées dans le compartiment arrière, dans dix-sept conteneurs résistants au feu. Six contiennent deux munitions et onze en contiennent quatre.

#### Secondaire
L'armement secondaire est composé de deux mitrailleuses de 7,62 mm : une coaxiale et une autre montée le toit de la tourelle. Une troisième mitrailleuse, de plus gros calibre (12,7 mm) peut également être montée sur le toit.
Un mortier Soltam de 60 mm est fixé à l'extérieur de la tourelle, sur le flanc droit, à la hauteur du chef de char. Il est destiné à la défense rapprochée.

### Conduite de tir et moyens d'observation
Le tireur dispose de :
- Un viseur diurne SLS contient un télémètre laser au Nd-YAG conçu par la firme El-Op, le viseur possède deux grossissements × 1 et × 8 (ou ×12). Son réticule est asservi par un calculateur balistique numérique américain M13A1 fabriqué localement par la firme Oranit.

Le chef de char dispose de :
- Un viseur périscopique monoculaire utilisé pour la détection d'objectifs. Ce périscope panoramique fabriqué par Israel Aircraft Industries est capable de pivoter sur 360° et possède deux grossissements × 4 et × 20. Il s'agit d'une copie du viseur TRP-2A utilisé par le Leopard 1.
- Pour l'observation et le tir de nuit, ce viseur est remplacé par un viseur nocturne passif à amplificateur de lumière résiduelle. Initialement, ce moyen de vision nocturne était utilisé conjointement avec un phare au Xénon EOS d'une puissance d'1 kW. Le phare était placé verticalement dans un logement à l'arrière gauche de la tourelle, juste derrière la trappe du chargeur. Afin d'être à l'abri des éclats d'obus, le phare utilisait un dispositif d'éclairage indirect inspiré de l'industrie du cinéma[6] qui utilisait un réflecteur escamotable en plastique incliné à 45°[7].

### Mobilité

#### Motorisation

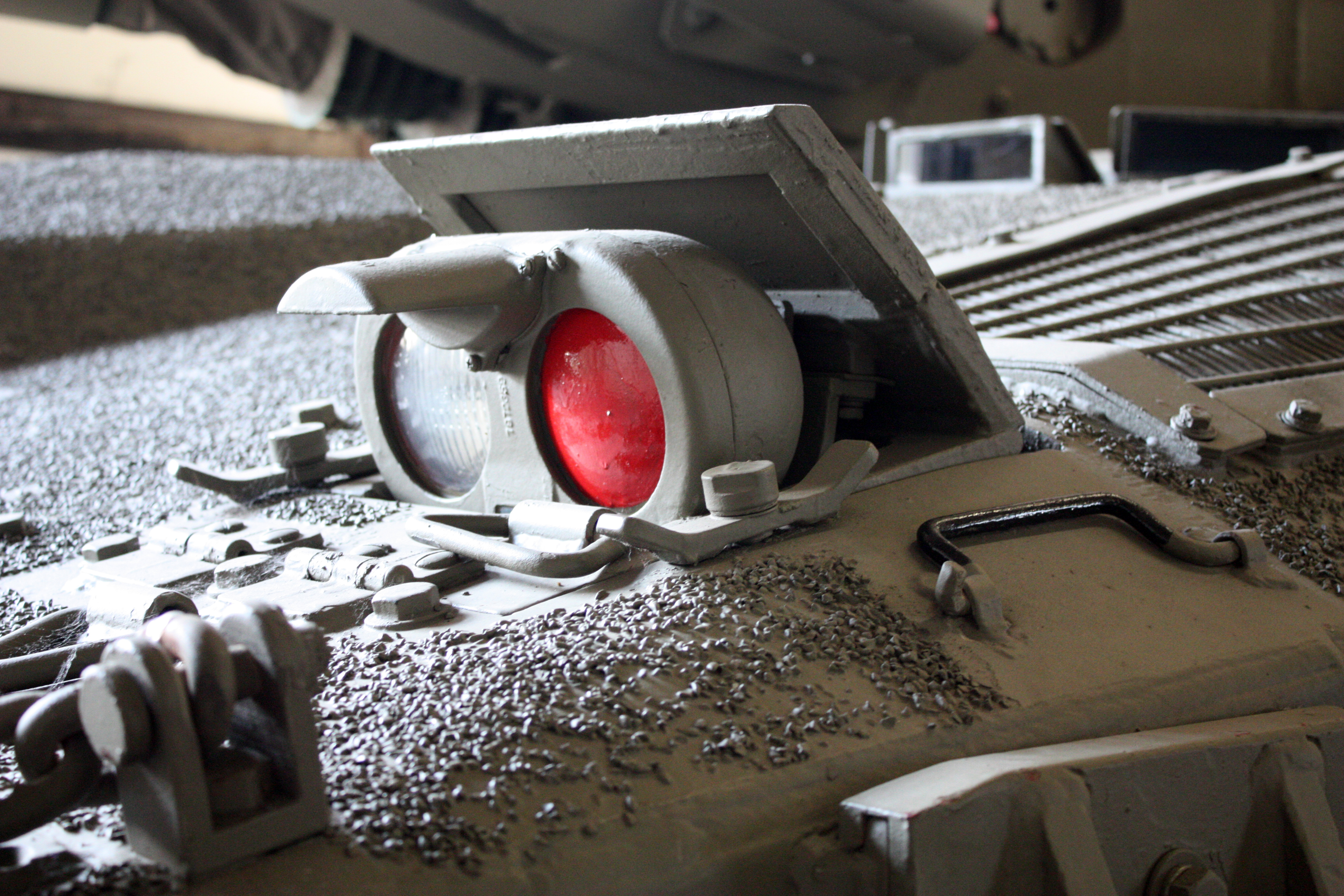
La grille située derrière le phare escamotable amène de l'air frais au refroidisseur d'huile et aux cylindres du moteur.

Le Merkava possède un moteur Diesel suralimenté à refroidissement par air Teledyne Continental AVDS-1790-6A comportant 12 cylindres disposés en V pour une cylindrée de 29,3 l.
Il développe une puissance nominale de 908 chevaux à un régime de 2 400 tr/min pour un couple de 2 920 N m atteint à 2 000 tr/min.
Basé sur le AVDS-1790-2A du M60, le AVDS-1790-6A possède un système d'injection amélioré et son dispositif de suralimentation est équipé de nouveaux turbocompresseurs augmentant la pression des gaz à l'intérieur des cylindres. Le système de refroidissement est révisé, l'entraînement des ventilateurs est modifié afin d'augmenter la circulation de l'air de 10 %.
Ce moteur a la particularité d'avoir été spécifiquement conçu pour le Merkava qui évolue dans le climat désertique du Proche-Orient. Le compartiment moteur de celui-ci étant situé à l'avant du châssis, l'architecture du refroidisseur d'huile et de l'échappement a dû être revue.

#### Transmission
La boîte de vitesses Allison CD-850-6BX assure la propulsion et la direction du char.
Sa boîte de vitesse automatique fonctionne avec un convertisseur de couple, deux rapports sont disponibles en marche-avant et un en marche-arrière. La sélection des rapports s'effectue manuellement avec un levier de vitesses.
La direction est à triple différentiel. Le freinage est assuré par des freins à disques secs, un frein de stationnement est également disponible.

#### Suspension
Chaque galet de roulement est fixé à un bras de suspension fixé à un ressort hélicoïdal. Ces bras sont groupés par deux sur un élément de suspension, le Merkava en comporte six (trois de chaque côté). Ces éléments de suspensions sont simples à fabriquer, participent à la protection et se démontent facilement en cas de réparation sur le terrain à la suite d'une explosion de mines ou d'une rupture mécanique.
Le débattement vertical des suspensions varie selon la position du galet de roulement, elle est de 210 mm en compression et varie de 85 mm à 170 mm en détente pour un débattement total variant entre 295 mm et 380 mm.
Le Merkava Mk. 2 reprend la suspension du Mk. 1.

## Variantes
- Mk. 1 : modèle original du Merkava Mark 1.
- Mk. 1B (Siman 1 Bet) : également appelé Mk.1 Hybrid, le Mk. 1B reprend les chenilles et le rideau de chaînes lestées du Merkava Mk. 2.
- Sholef : prototype de canon d'artillerie automoteur basé sur le châssis du Merkava Mk. 1. Le premier prototype est fabriqué en 1984, le second en 1986. Le projet a été abandonné en 1997